# Gare de Gland
La gare de Gland est une gare ferroviaire située à Gland dans le canton de Vaud (Suisse).

### Desserte

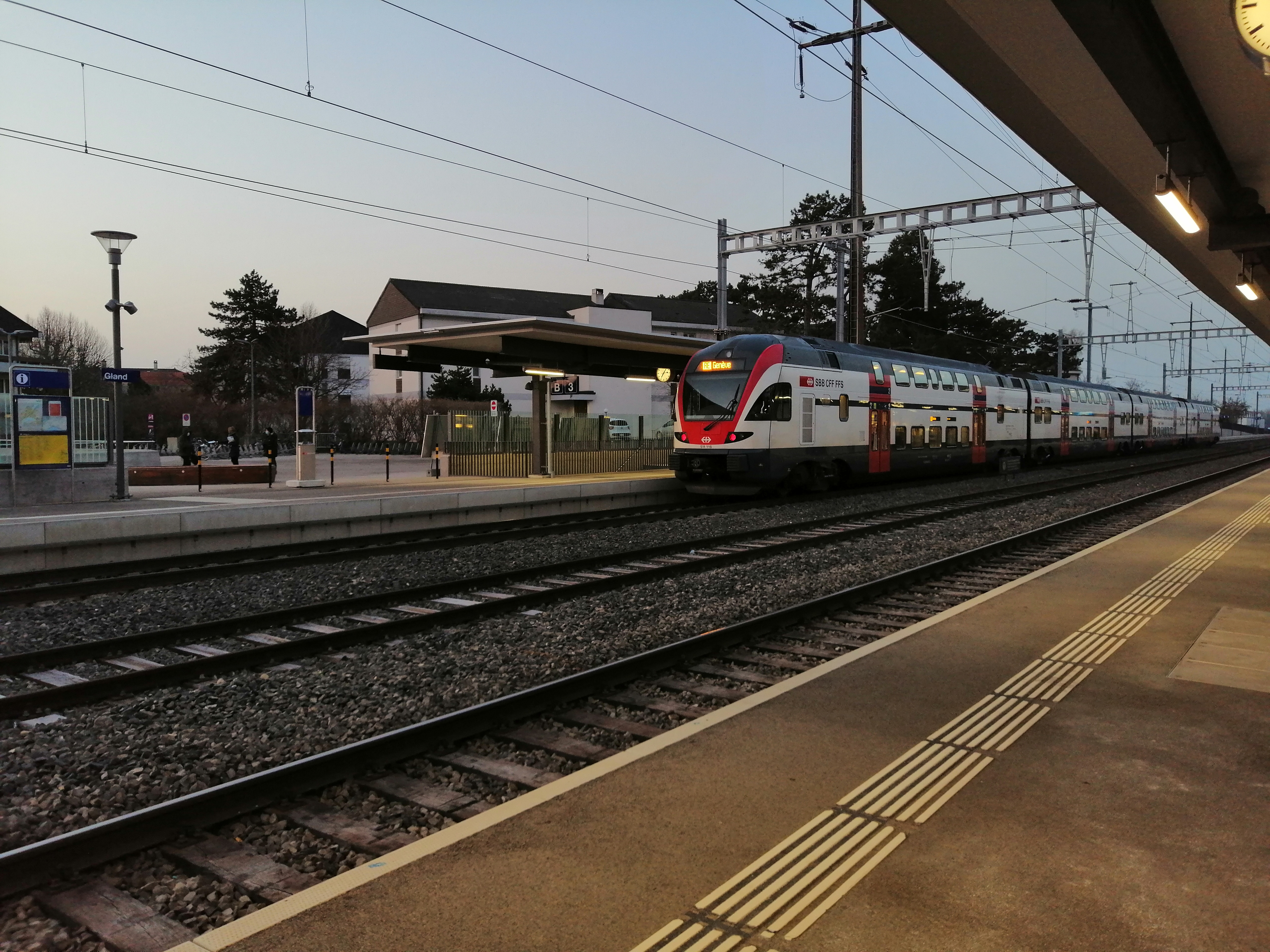
RegioExpress Stadler KISS en direction de Genève.